# HS Lesbos (L-172)
El USS LST-389, conocido posteriormente como USS Boone County (LST-389) y HS Lesbos (L-172), fue un LST (acrónimo de Landing Ship Tank en inglés, buque de desembarco de carros de combate), que sirvió en la Armada de los Estados Unidos y posteriormente en la Armada de Grecia.

## Historia
Iniciada su construcción el 20 de junio de 1942 en los astilleros Newport News Shipbuilding and Drydock Co., Newport News, Virginia, es botado el 28 de septiembre de 1942 y entra en servicio el 24 de noviembre de 1942 con el identificador (LST-389), quedando bajo el mando del teniente de la reserva George C. Carpenter. 
Durante la Segunda Guerra Mundial fue asignado al Teatro de Operaciones Europeo y participó en la invasión de Sicilia (Operación Husky) y el desembarco de Normandía, recibiendo tres estrellas de combate por su labor.
Tras la guerra, es retirado del servicio activo el 12 de marzo de 1946 y puesto en la reserva el 1 de julio del mismo año. Otro 1 de julio, el de 1955 es cuando recibió su nombre, pasando a ser el USS Boone County (LST-389). El 1 de junio de 1959 es dado de baja en la US Navy, y se le transfiere a la Real Armada helénica en mayo de 1960, siendo rebautizado HS Lesbos (L-172).

### Acciones durante la invasión turca a Chipre (Operación Atila)
El 20 de julio de 1974, durante la mañana, este buque, comandado por E. Chandrinos, recibe la orden de dirigirse a Pafos a 50 millas de su posición. El Lesbos transportaba a 450 hombres del contingente griego en Chipre (ELDYK). 
Por la tarde, el Lesbos llegó a Pafos y abrió fuego sobre las tropas turco-chipriotas, tras lo que desembarcó la tropa transportada. Seguidamente zarpó rumbo a Egipto. Sin embargo, tal acción hizo creer a Turquía que se trataba de una acción mayor de la armada griega por lo que movilizó aviones y buques que hundieron al Kocatepe con fuego amigo.